# Valentino Martelli (politico)
Valentino Martelli (Laconi, 9 maggio 1943) è un politico italiano.

## Biografia
Primario cardiochirurgo, ha lavorato prima a Londra e poi a Cagliari. Viene eletto al Senato nel 1992 con il Partito Sardo d'Azione. Pochi giorni dopo l'insediamento, tuttavia, Martelli lascia il gruppo autonomista per il Partito Liberale. Il segretario Giorgio Ladu, strenuo sostenitore della sua candidatura, si dimette. Rieletto senatore in Sardegna nel 1994 con la lista Alleanza Nazionale - Movimento Sociale Italiano, ed è presidente della commissione parlamentare d'inchiesta sulle strutture sanitarie .
Riconfermato anche nel 1996 al Senato con Alleanza Nazionale. Nel marzo 1998 lascia AN per aderire all'UDR di Francesco Cossiga. 
Nell'ottobre 1998 è nominato sottosegretario agli esteri nel Governo D'Alema I fino al dicembre 1999.  
Nel gennaio 2001 aderisce a Forza Italia. In giugno termina il mandato parlamentare e torna all'ospedale Brotzu di Cagliari fino al 2010, quando diviene direttore della Fondazione I.M.E. (Istituto Mediterraneo di Ematologia).